# Enoque (antepassado de Noé)
Enoque ou Enoc (em hebraico: חנוך - Hanokh: "iniciado" ou "dedicado") O patriarca, é um personagem bíblico (escritura cristã), pertencente, segundo os escritos judaicos, a sétima geração da família de Adão, sendo filho de Jarede, e pai de Matusalém (avó de Noé).
Enoque está presente em muitas tradições judaicas/cristãs. Considerado o autor do Livro de Enoque, também chamado de escriba do julgamento.
De acordo com a tradição escrita hebraica denominada Tanakh, relatada no livro bíblico de Gênesis nos versos 22-24 do capítulo 5, Enoque teria sido tomado por Deus para que não experimentasse a morte e na certa fosse poupado do dilúvio:
"E andou Enoque com Deus, depois que gerou a Matusalém, trezentos anos, e gerou filhos e filhas. E foram todos os dias de Enoque trezentos e sessenta e cinco anos. E andou Enoque com Deus; e não apareceu mais, porquanto Deus para si o tomou."
Há dois aspectos extraordinários no relato de Enoque enfocados nesses versículos, que não foram feitos em outras gerações: as indicações do texto de que ele "andou com Deus" e o fato que, supostamente, ele não teria morrido, pois "Deus para si o tomou". Estes relatos foram a origem de muitas fábulas e midrashim (estudos rabínicos mais aprofundados) de sábios judeus ao longo de séculos. Muitos deles incomodados com o fato de Enoque apenas vivera 365 anos, uma curta duração para a época, de acordo com Gênesis.
Sobre este personagem existem também os livros apócrifos pseudoepígrafos: "Livro de Enoque I" e o "Livro de Enoque II", que fazem parte do cânone de alguns grupos religiosos, principalmente dos cristãos da Etiópia", mas que foram rejeitados pelos cristãos ocidentais, por não terem sido inspirados pelo Espírito Santo e pelos hebreus, por serem particularmente incômodos do ponto de vista político. Todavia, a epístola de Judas, no Novo Testamento bíblico, faz uma menção expressa ao Livro de Enoque, com uma breve citação nos versos 6, 14 e 15 de seu único capítulo, e também na segunda epístola de Pedro no verso 4 do  Capítulo 2 quando fala sobre a punição dos anjos.
De acordo com O Livro de Enoque: com estudo comparativo das principais traduções, existem vários livros atribuídos a Enoque, sendo três os mais conhecidos: O Livro de Enoque (ou Enoque etíope ou Enoch 1),  O Segundo Livro de Enoque (ou Enoque Eslavônico) e O Terceiro Livro de Enoque (ou Enoque hebraico). O mais conhecido é o primeiro deles, que está incluído na bíblia etíope, considerado autêntico pelos judeus etíopes e, era considerado autêntico pelos judeus até cerca do ano 200 d.C., sendo parte do corpus bíblico hebraico, sendo removido por um rabino, por diversas razões, inclusive políticas. Cerca de 200 anos mais tarde, São Jerônimo, encarregado de criar a bíblia cristã, baseou-se no princípio da "verdade hebraica", onde os livros considerados autênticos pelos judeus (do Antigo Testamento). Por essa razão, o Livro de Enoque caiu no esquecimento no Ocidente, até ser reencontrado mais de mil anos depois, nas cavernas de qumran no Mar Morto, no fim da década de 1940 e durante a década de 1950, junto a outros livros que ficaram conhecidos como manuscritos do mar morto.
O primeiro livro (Enoch 1) foi traduzido e publicado no Brasil pela primeira vez em 1982. Sendo extremamente polêmico por abordar questões sexuais e raciais, uma destas é sobre anjos caídos que desceram dos céus para ter relações sexuais com mulheres que consideraram atraentes e geraram gigantes que destruiam a Terra. Outra polêmica era sobre Adão e Eva, onde informa que tiveram filhos negros: Adão era branco, o que indica que Eva era negra.
De acordo com o relato contido em Gênesis sobre a idade dos patriarcas, Sete e seus filhos ainda viviam quando Enoque foi tomado por Deus, bem como Metusalém e Lameque.
| nome      | idade ao ser pai | idade ao morrer |
| --------- | ---------------- | --------------- |
| Adão      | 130              | 930             |
| Sete      | 105              | 912             |
| Enos      | 90               | 905             |
| Cainã     | 70               | 910             |
| Malalel   | 65               | 895             |
| Jarede    | 162              | 962             |
| Enoque    | 65               | 365             |
| Metusalém | 187              | 969             |
| Lameque   | 182              | 777             |
| Noé       | 500              | 950             |
| Sem       | 100              | 600             |
| Arpachade | 35               | 438             |
| Selá      | 30               | 433             |
| Éber      | 34               | 464             |
| Pelegue   | 30               | 239             |
| Reú       | 32               | 239             |
| Serugue   | 30               | 230             |
| Naor      | 29               | 148             |
| Terá      | 70               | 205             |
| Abraão    | 100              | 175             |
| Isaque    | 60               | 180             |

## Pérola
No capítulo 7 e 8 do Livro de Moisés, na Pérola de Grande Valor, uma escritura dos Mórmons, a história bíblica de Enoque é contada com mais detalhes. Essa narrativa é considerada autêntica pela Igreja de Jesus Cristo dos Santos dos Últimos Dias. Como resultado, Deus chamou Enoque para ser um profeta para pregar arrependimento ao povo. Ele foi chamado de vidente. O relatório também contém um sermão de Enoque, a quem ele chama de plano de salvação, arrependimento, batismo e Jesus Cristo. Ele também deveria ter visto Deus em uma visão e falado com ele. Ele era o líder do povo de Deus chamado Sião. Ele e o povo ou a cidade de Sião foram levados para o céu.

## Enoque segundo os rabinos
Rashi – um dos maiores comentaristas e intérpretes das Escrituras entre os sábios judeus – por exemplo, escreveu que "e andou Enoque – era justo e inocente em seus pensamentos, não sendo acusado em coisa alguma, por isso apressou-se o Eterno, Bendito seja Ele, em removê-lo desta Terra e matá-lo antes do tempo previsto, e esta é a razão de estar escrito, em relação a sua morte, וְאֵינֶנּוּ, "veeinenu" – pois "não havia mais ele" no neste mundo no propósito de cumprir seus anos de vida, porque לָקַח אֹתוֹ, "laqach otô" – "tomou para si (Deus)" antes do tempo.". 
Em contraste com Rashi, outro comentarista bíblico - Levi ben Gershom - filosofou que "eis a causa a este fato de não ser lembrada a sua morte neste evento, contrariando os outros descendentes seus cujas mortes foram lembradas, insinuando alguma diferença entre ele e as outras personagens bíblicas: ele fez paz com sua alma e chegou a ela em sua perfeição, e as aquelas outras personagens morreram sem vontade, relutantes com a suas mortes.". Isto significa que Enoque chegou a perfeição em sua "breve" vida, não sobrevivendo mais aqui, mas sendo tomado pelo próprio Deus."
Os sábios judeus, de abençoada memória, comentaram que "em todas as situações o sétimo é preferido [...] nas gerações: Adam, Seth, Enosh, Kenan, Mehallel, Jered, and Enoch - e entre estas todas "Enoque andou com Deus" (Gen 5:24); Entre os patriarcas, o sétimo é o preferido: Abraham, Isaac, Jacob, Levi, Kehath, Amram, e Moisés: e Moisés subiu para Deus (Ex 19:3)". – (Peskita de Rab Kahana: cap. 23).
De acordo com o Targum de Yonatan – tradução para o aramaico das Escrituras hebraicas – Enoque tinha se elevado ao céu ainda em vida e teria se transformado no anjo Metatron. O versículo "porque andou (Enoque) com Deus" no Targum de Yonatan: "E não esteve mais (Enoque) entre os habitantes da terra, pois foi tomado e subiu para os céus, pelo comando do Eterno (se fez isso), e chamou seu nome de Metatron, o Grande Escriba."
De acordo com outro midrash, Enoque esteve entre o seleto grupo dos que entraram no paraíso celeste, indicando os que tiveram esta oportunidade - "nove foram os que entraram em vida no Jardim do Éden celestial, e estes são: Enoque, filho de Jarede,  e Elias (profeta), e o Messias, e Eliezer, servo de Abraão, e Hiram, rei de Tiro, e o servo do rei de Cuxe (Etiópia), e Yaabetz, filho de Rabbi Yehudá o Príncipe, e Batia, filha de Faraó, e Sarah, filha de Asher, e há os que afirmam também que Rabbi Yehoshua ben Levi." 

## Visão muçulmana
Idris (árabe:إدريس) é um profeta no islã. Ele é conhecido na Bíblia como Enoque.
No Alcorão ele é o profeta predecessor de Nú (Noé). Idris é reconhecido por ter aprendido muitas habilidades ou por ter inventado coisas as quais a humanidade atualmente usa como a escrita, a matemática, a astronomia, etc. De acordo com a tradição islâmica, na época de Idris as pessoas se tinham esquecido de Deus e o mundo foi por isso punido com a estiagem. Contudo, Idris orou pelos seres humanos e começou a chover, acabando com a estiagem.
De acordo com o livro "The Prophet of God Idris: Nabiyullah Idris" ("Idris o Profeta de Deus: Nabiyullah Idris"), Idris é o nome alcorânico de Enoque. Ele é mencionado no Alcorão como preferido por Deus, que o elevou até Ele (no livro de Enoque da Bíblia, preservado pela comunidade cristã Etíope, pode ler-se que ele foi elevado até o nível da cabeça de Deus); Idris pediu para voltar novamente para a Terra, para a região de Gizan (atual Giza no Egito) onde ele lecionou as pessoas a escrever, e descreveu ter visto em sua jornada as nascentes da água (a neve nos topos das montanhas, especialmente nas áreas polares) e os fundamentos por trás da astronomia. Ele descreveu ainda diferentes céus onde ele viu diabos e jins aprisionados e sendo atormentados pelos anjos, alguns deles à espera de punição. Ele é o importante profeta entre Adão e Noé. É possível que se tenha construído pirâmides em reverência a ele, uma vez que esta foi a região onde ele ascendeu novamente ao céu e nunca mais voltou para sua família. É possível que ele seja o verdadeiro homem por trás do mito de Osíris, o deus egípcio.
Há também uma tradição britânica sobre o profeta Idris que afirma que este teria fundado Caer-Idris [colónia ou cidade de Idris], em algum lugar das ilhas britânicas, onde se lecionava astronomia. O nome Idris é hoje comum no País de Gales (uma das quatro nações que constituem o Reino Unido) em memória desse famoso druida (classe da sociedade céltica formada por anciões).

## Etimologia
Assim como Enoque filho de Caim, de acordo com o Dicionário de Nomes Próprios do Antigo Testamento de Jones, o nome significa iniciado. Já o NOBSE Study Bible Name List propõe que signifique dedicado.

## Árvore genealógica segundo Gênesis[4][5]
|       |       |       |       |       |       |  |  |          |          |          |          |          |          |  |  | Adão      | Adão      | Adão      | Adão      | Adão      | Adão      |      |      | Eva   | Eva   | Eva   | Eva   | Eva   | Eva   |  |  |           |           |           |           |           |           |  |  |      |      |      |      |      |      |  |  |  |  |  |  |  |  |  |  |  |  |  |  |  |  |  |  |  |  |  |  |  |  |
|       |       |       |       |       |       |  |  |          |          |          |          |          |          |  |  | Adão      | Adão      | Adão      | Adão      | Adão      | Adão      |      |      | Eva   | Eva   | Eva   | Eva   | Eva   | Eva   |  |  |           |           |           |           |           |           |  |  |      |      |      |      |      |      |  |  |  |  |  |  |  |  |  |  |  |  |  |  |  |  |  |  |  |  |  |  |  |  |
|       |       |       |       |       |       |  |  |          |          |          |          |          |          |  |  |           |           |           |           |           |           |      |      |       |       |       |       |       |       |  |  |           |           |           |           |           |           |  |  |      |      |      |      |      |      |  |  |  |  |  |  |  |  |  |  |  |  |  |  |  |  |  |  |  |  |  |  |  |  |
|       |       |       |       |       |       |  |  |          |          |          |          |          |          |  |  |           |           |           |           |           |           |      |      |       |       |       |       |       |       |  |  |           |           |           |           |           |           |  |  |      |      |      |      |      |      |  |  |  |  |  |  |  |  |  |  |  |  |  |  |  |  |  |  |  |  |  |  |  |  |
|       |       |       |       |       |       |  |  | Caim     | Caim     | Caim     | Caim     | Caim     | Caim     |  |  |           |           |           |           | Abel      | Abel      | Abel | Abel | Abel  | Abel  |       |       |       |       |  |  | Sete      | Sete      | Sete      | Sete      | Sete      | Sete      |  |  |      |      |      |      |      |      |  |  |  |  |  |  |  |  |  |  |  |  |  |  |  |  |  |  |  |  |  |  |  |  |
|       |       |       |       |       |       |  |  | Caim     | Caim     | Caim     | Caim     | Caim     | Caim     |  |  |           |           |           |           | Abel      | Abel      | Abel | Abel | Abel  | Abel  |       |       |       |       |  |  | Sete      | Sete      | Sete      | Sete      | Sete      | Sete      |  |  |      |      |      |      |      |      |  |  |  |  |  |  |  |  |  |  |  |  |  |  |  |  |  |  |  |  |  |  |  |  |
|       |       |       |       |       |       |  |  | Enoque   | Enoque   | Enoque   | Enoque   | Enoque   | Enoque   |  |  |           |           |           |           |           |           |      |      |       |       |       |       |       |       |  |  | Enos      | Enos      | Enos      | Enos      | Enos      | Enos      |  |  |      |      |      |      |      |      |  |  |  |  |  |  |  |  |  |  |  |  |  |  |  |  |  |  |  |  |  |  |  |  |
|       |       |       |       |       |       |  |  | Enoque   | Enoque   | Enoque   | Enoque   | Enoque   | Enoque   |  |  |           |           |           |           |           |           |      |      |       |       |       |       |       |       |  |  | Enos      | Enos      | Enos      | Enos      | Enos      | Enos      |  |  |      |      |      |      |      |      |  |  |  |  |  |  |  |  |  |  |  |  |  |  |  |  |  |  |  |  |  |  |  |  |
|       |       |       |       |       |       |  |  | Irad     | Irad     | Irad     | Irad     | Irad     | Irad     |  |  |           |           |           |           |           |           |      |      |       |       |       |       |       |       |  |  | Cainã     | Cainã     | Cainã     | Cainã     | Cainã     | Cainã     |  |  |      |      |      |      |      |      |  |  |  |  |  |  |  |  |  |  |  |  |  |  |  |  |  |  |  |  |  |  |  |  |
|       |       |       |       |       |       |  |  | Irad     | Irad     | Irad     | Irad     | Irad     | Irad     |  |  |           |           |           |           |           |           |      |      |       |       |       |       |       |       |  |  | Cainã     | Cainã     | Cainã     | Cainã     | Cainã     | Cainã     |  |  |      |      |      |      |      |      |  |  |  |  |  |  |  |  |  |  |  |  |  |  |  |  |  |  |  |  |  |  |  |  |
|       |       |       |       |       |       |  |  | Meujael  | Meujael  | Meujael  | Meujael  | Meujael  | Meujael  |  |  |           |           |           |           |           |           |      |      |       |       |       |       |       |       |  |  | Malalel   | Malalel   | Malalel   | Malalel   | Malalel   | Malalel   |  |  |      |      |      |      |      |      |  |  |  |  |  |  |  |  |  |  |  |  |  |  |  |  |  |  |  |  |  |  |  |  |
|       |       |       |       |       |       |  |  | Meujael  | Meujael  | Meujael  | Meujael  | Meujael  | Meujael  |  |  |           |           |           |           |           |           |      |      |       |       |       |       |       |       |  |  | Malalel   | Malalel   | Malalel   | Malalel   | Malalel   | Malalel   |  |  |      |      |      |      |      |      |  |  |  |  |  |  |  |  |  |  |  |  |  |  |  |  |  |  |  |  |  |  |  |  |
|       |       |       |       |       |       |  |  | Metusael | Metusael | Metusael | Metusael | Metusael | Metusael |  |  |           |           |           |           |           |           |      |      |       |       |       |       |       |       |  |  | Jarede    | Jarede    | Jarede    | Jarede    | Jarede    | Jarede    |  |  |      |      |      |      |      |      |  |  |  |  |  |  |  |  |  |  |  |  |  |  |  |  |  |  |  |  |  |  |  |  |
|       |       |       |       |       |       |  |  | Metusael | Metusael | Metusael | Metusael | Metusael | Metusael |  |  |           |           |           |           |           |           |      |      |       |       |       |       |       |       |  |  | Jarede    | Jarede    | Jarede    | Jarede    | Jarede    | Jarede    |  |  |      |      |      |      |      |      |  |  |  |  |  |  |  |  |  |  |  |  |  |  |  |  |  |  |  |  |  |  |  |  |
| Ada   | Ada   | Ada   | Ada   | Ada   | Ada   |  |  | Lameque  | Lameque  | Lameque  | Lameque  | Lameque  | Lameque  |  |  |           |           |           |           | Zilá      | Zilá      | Zilá | Zilá | Zilá  | Zilá  |       |       |       |       |  |  | Enoque    | Enoque    | Enoque    | Enoque    | Enoque    | Enoque    |  |  |      |      |      |      |      |      |  |  |  |  |  |  |  |  |  |  |  |  |  |  |  |  |  |  |  |  |  |  |  |  |
| Ada   | Ada   | Ada   | Ada   | Ada   | Ada   |  |  | Lameque  | Lameque  | Lameque  | Lameque  | Lameque  | Lameque  |  |  |           |           |           |           | Zilá      | Zilá      | Zilá | Zilá | Zilá  | Zilá  |       |       |       |       |  |  | Enoque    | Enoque    | Enoque    | Enoque    | Enoque    | Enoque    |  |  |      |      |      |      |      |      |  |  |  |  |  |  |  |  |  |  |  |  |  |  |  |  |  |  |  |  |  |  |  |  |
|       |       |       |       |       |       |  |  |          |          |          |          |          |          |  |  |           |           |           |           |           |           |      |      |       |       |       |       |       |       |  |  |           |           |           |           |           |           |  |  |      |      |      |      |      |      |  |  |  |  |  |  |  |  |  |  |  |  |  |  |  |  |  |  |  |  |  |  |  |  |
|       |       |       |       |       |       |  |  |          |          |          |          |          |          |  |  |           |           |           |           |           |           |      |      |       |       |       |       |       |       |  |  |           |           |           |           |           |           |  |  |      |      |      |      |      |      |  |  |  |  |  |  |  |  |  |  |  |  |  |  |  |  |  |  |  |  |  |  |  |  |
| Jabal | Jabal | Jabal | Jabal | Jabal | Jabal |  |  | Jubal    | Jubal    | Jubal    | Jubal    | Jubal    | Jubal    |  |  | Tubalcaim | Tubalcaim | Tubalcaim | Tubalcaim | Tubalcaim | Tubalcaim |      |      | Naamá | Naamá | Naamá | Naamá | Naamá | Naamá |  |  | Matusalém | Matusalém | Matusalém | Matusalém | Matusalém | Matusalém |  |  |      |      |      |      |      |      |  |  |  |  |  |  |  |  |  |  |  |  |  |  |  |  |  |  |  |  |  |  |  |  |
| Jabal | Jabal | Jabal | Jabal | Jabal | Jabal |  |  | Jubal    | Jubal    | Jubal    | Jubal    | Jubal    | Jubal    |  |  | Tubalcaim | Tubalcaim | Tubalcaim | Tubalcaim | Tubalcaim | Tubalcaim |      |      | Naamá | Naamá | Naamá | Naamá | Naamá | Naamá |  |  | Matusalém | Matusalém | Matusalém | Matusalém | Matusalém | Matusalém |  |  |      |      |      |      |      |      |  |  |  |  |  |  |  |  |  |  |  |  |  |  |  |  |  |  |  |  |  |  |  |  |
|       |       |       |       |       |       |  |  |          |          |          |          |          |          |  |  |           |           |           |           |           |           |      |      |       |       |       |       |       |       |  |  | Lameque   |           |           |           |           |           |  |  |      |      |      |      |      |      |  |  |  |  |  |  |  |  |  |  |  |  |  |  |  |  |  |  |  |  |  |  |  |  |
|       |       |       |       |       |       |  |  |          |          |          |          |          |          |  |  |           |           |           |           |           |           |      |      |       |       |       |       |       |       |  |  |           |           |           |           |           |           |  |  |      |      |      |      |      |      |  |  |  |  |  |  |  |  |  |  |  |  |  |  |  |  |  |  |  |  |  |  |  |  |
|       |       |       |       |       |       |  |  |          |          |          |          |          |          |  |  |           |           |           |           |           |           |      |      |       |       |       |       |       |       |  |  | Noé       |           |           |           |           |           |  |  |      |      |      |      |      |      |  |  |  |  |  |  |  |  |  |  |  |  |  |  |  |  |  |  |  |  |  |  |  |  |
|       |       |       |       |       |       |  |  |          |          |          |          |          |          |  |  |           |           |           |           |           |           |      |      |       |       |       |       |       |       |  |  |           |           |           |           |           |           |  |  |      |      |      |      |      |      |  |  |  |  |  |  |  |  |  |  |  |  |  |  |  |  |  |  |  |  |  |  |  |  |
|       |       |       |       |       |       |  |  |          |          |          |          |          |          |  |  |           |           |           |           |           |           |      |      |       |       |       |       |       |       |  |  |           |           |           |           |           |           |  |  |      |      |      |      |      |      |  |  |  |  |  |  |  |  |  |  |  |  |  |  |  |  |  |  |  |  |  |  |  |  |
|       |       |       |       |       |       |  |  |          |          |          |          |          |          |  |  |           |           |           |           |           |           |      |      | Sem   | Sem   | Sem   | Sem   | Sem   | Sem   |  |  | Cam       | Cam       | Cam       | Cam       | Cam       | Cam       |  |  | Jafé | Jafé | Jafé | Jafé | Jafé | Jafé |  |  |  |  |  |  |  |  |  |  |  |  |  |  |  |  |  |  |  |  |  |  |  |  |

## Cultura popular
- Na Trilogia Fronteiras do Universo, Enoque é um anjo da alta hierarquia que aprecia os pecados da carne, tendo sua primeira aparição em A Luneta Âmbar. De acordo, com os anjos Baruque e Baltamos, foi eleito "Regente" pela Autoridade e mudou seu nome para Metatron.